# Waking the Fallen
Waking the Fallen je drugi album ameriške glasbene skupine Avenged Sevenfold. Zvrst se je iz metalcore razvila v hardcore. Za razliko od njihovega prvega albuma, Sounding the Seventh Trumpet, se že pojavlja nežno petje (večinoma refren). Pojavijo se tudi kitarski soli, v izvedbi Synysterja Gatesa, kot na primer v zadnji minuti skladbe »Second Heartbeat« ali pa uvod v »Eternal Rest«.

## Naslovi in trajanje skladb
1. »Waking the Fallen« (Avenged Sevenfold, Scott Gilman) - 1:42
2. »Unholy Confessions« - 4:43
3. »Chapter Four« - 5:42
4. »Remenissions« - 6:06
5. »Desecrate Through Reverence« - 5:38
6. »Eternal Rest« - 5:12
7. »Second Heartbeat« - 7:07
8. »Radiant Eclipse« - 6:09
9. »I Won't See You Tonight Part 1« - 8:58
10. »I Won't See You Tonight Part 2« - 4:44
11. »Clairvoyant Disease« - 4:59
12. »And All Things Will End« - 7:40